# Crampe en Masse
Crampe en Masse est un groupe d'humour québécois, actif de 1997 à 2005. Durant son existence, il se compose de Mathieu Gratton et Ghyslain Dufresne.

## Histoire
Lors de l'émission controversée Black Out au Lion d'or (plus tard seulement Black Out) diffusée à l'automne 1998 sur les ondes de TQS, ils interprétaient une chanson hebdomadaire sur l'actualité, ce qui permet d'avoir une grande notoriété au Québec. En 1999, ils animent une émission les samedis matins à CKOI-FM, puis sur COOL FM.
À l'hiver 2004, le duo anime l'émission Bécosse à MusiquePlus.
De 2018 à 2019, le groupe donne quelques représentations sous le titre Résurrection pour célébrer les 20 ans de leur premier album.

## Discographie
- 1998 : Crampe en Masse (août 1998)
- 1999 : Roule-toi par terre! (octobre 1999)
- 2000 : Chansons drôles de d’autres (octobre 2000)
- 2001 : Live en studio (septembre 2001)
- 2002 : Noël drôle
- 2003 : Crampe en Masse et le hot-dog géant (août 2003)